# طفنيس
قرية طفنيس هي إحدى القرى التابعة لمركز اسنا في محافظة الأقصر في جمهورية مصر العربية. حسب إحصاءات سنة 2006، بلغ إجمالي السكان في طفنيس 14263 نسمة، منهم 7344 رجل و6919 امرأة.